# HotWax
HotWax — англійський альтернативний рок-гурт, з Гастінгса, графство Східний Сассекс, створений у 2020 році.
До складу гурту входять Таллула Сім-Севідж, Лола Сем і Алфі Сейерс.

## Історія
Таллула Сім-Севідж зустріла Лолу Сем у середній школі Гастінгса, коли вчитель музики об'єднав їх у гурт, і пара стала близькими подругами.
Станом на 2017 рік вони були учасницями гурту Kiffs разом із Хонор Вілсон, яка згодом стала першою барабанщицею гурту HotWax.
Пізніше Таллула Сім-Севідж і Лола Сем зустріли барабанщика Алфі Сейерса в музичному коледжі в Брайтоні, сформувавши нинішнє тріо в 2021 році.
У 2020 році гурт HotWax почав самостійно випускати сингли, зокрема «Stay Cool», «Pat the Killer Cat», «When We're Dead» і «Barbie (Not Yours)».
Гурт HotWax підписав контракт з лейблами Marathon Artists і Transgressive Records.
У травні 2023 року гурт випустив дебютний мініальбом A Thousand Times та  сингл «Treasure».
Гурт HotWax виступив на розігріві на концерті гурту Pearl Harts.
Навесні та влітку 2023 року гурт HotWax виступив на низці фестивалів, зокрема Great Escape Festival, Mad Cool, Louis Tomlinson 's Away From Home Festival в Італії, All Points East та Reading and Leeds Festival.
Восени 2023 року гурт HotWax підтримував гурт Royal Blood під час туру Великобританією та Північною Америкою.

## Впливи та стиль
Лола Сем виросла на музиці Beatles, Amy Winehouse і Destiny's Child.
Тоді як Таллула  Sim-Savage виросла, слухаючи кантрі і Lady Gaga, перш ніж зацікавитися рок-музикою через альбом Blondie Parallel Lines (1978).
Сім-Севідж і Сем кажуть, що на стиль гурту HotWax вплинули такі виконавці, як Karen O, Starcrawler і Yeah Yeah Yeahs.
Тексти для гурту в основному пише Сім-Севідж.
Звучання дебютного мініальбому гурту HotWax, A Thousand Times, порівнювали з музикою The White Stripes, Hole, Wolf Alice.
У березні 2022 року Джон Робб з журналу Louder Than War описав гурт HotWax як «розрив шаблону, розрив сцени гранжу в постпанк ландшафті».
У травні 2023 року Ед Пауер з газети The Independent визначив гурт HotWax як частину феномену молодих виконавців, які відроджують тенденції інді-року 1990-х років, незважаючи на те, що вони були занадто молодими, щоб пам'ятати 1990-ті.
Гурт HotWax заявив, що фундамент 1990-х був закладений завдяки їх батькам та наставникам.

## Учасники гурту
Поточні
- Таллула Сім-Севідж (Tallulah Sim-Savage) — вокал, гітара
- Лола Сем (Lola Sam) — бас,
- Алфі Сейерс (Alfie Sayers) — барабани

Колишні
- Хонор Вілсон (Honor Wilson) — барабани

## Дискографія

### Мініальбоми
- A Thousand Times (2023)
- Invite Me, Kindly (2023)

### Сингли
- «Stay Cool» (2020)
- «Pat the Killer Cat» (2020)
- «Baked Beans» (2020)
- «When We're Dead» (2021)
- «Barbie (Not Yours)» (2022)
- «Treasure» (2023)
- «Drop» (2023)